# آفونسو تایرا
آفونسو تایرا (انگلیسی: Afonso Taira؛ زادهٔ ۱۷ ژوئن ۱۹۹۲) بازیکن فوتبال اهل پرتغال است.
از باشگاه‌هایی که در آن بازی کرده‌است می‌توان به باشگاه فوتبال بیتار اورشلیم، باشگاه فوتبال هاپوئل ایرونی کریات‌شمونا، باشگاه فوتبال کوردوبا، باشگاه فوتبال بلننسش، و باشگاه ورزشی اشتوریل پرایا اشاره کرد.
وی همچنین در تیم‌های ملی فوتبال زیر ۱۶ سال پرتغال، زیر ۱۷ سال پرتغال، زیر ۱۸ سال پرتغال، و زیر ۱۹ سال پرتغال بازی کرده‌است.

## زندگی شخصی
پدر تایرا، ژوزه تایرا، نیز یک فوتبالیست و یک هافبک بود. او در بیش از ۱۰۰ بازی در لیگ برتر فوتبال پرتغال ظاهر شد و همچنین شش سال را در اسپانیا گذراند و عمدتاً نماینده باشگاه فوتبال سالامانکا بود.